# East Matfen
East Heddon var en civil parish 1866–1955 när det uppgick i Matfen, i grevskapet Northumberland i England. Civil parish var belägen 9 km från Corbridge och hade 115 invånare år 1951.